# Jinotega
Jinotega este un oraș situat în partea de central-vestică a statului Nicaragua, într-o zonă montană, aproape de lacul Apanas. Este reședința departamentului Jinotega.